# Sheldon Souray
Sheldon Souray (* 13. července 1976) je bývalý kanadský hokejový obránce.

## Hráčská kariéra
Od sezóny 1997/98 hrál v NHL za klub New Jersey Devils. Od sezóny 1999/00 hrál s číslem 44 za Montreal Canadiens. V sezóně 2004/05 (během výluky v NHL) hrál za Färjestads BK ve švédské hokejové Elitserien. Na sezónu 2005/06 měl uzavřenou platnou smlouvu s Montrealem, která mu zaručuje roční příjem 2,128 milionů dolarů. V červenci 2007 podepsal pětiletou smlouvu s Edmontonem Oilers.

## Ocenění a úspěchy
- 1996 WHL - (Západ) Druhý All-Star Tým
- 2004 NHL - All-Star Game
- 2007 NHL - All-Star Game
- 2007 NHL - Nejlepší střelec mezi obránci
- 2009 NHL - All-Star Game

## Prvenství
- Debut v NHL - 17. října 1997 (Ottawa Senators proti New Jersey Devils)
- První asistence v NHL - 12. listopadu 1997 (New York Rangers proti New Jersey Devils)
- První gól v NHL - 16. prosince 1997 (New Jersey Devils proti New York Rangers brankáři Jasonovi Muzzattimu)

## Klubová statistika
| 1992–93      | Tri-City Americans    | WHL          | 2   | 0   | 0   | 0   | 0    | —  | — | — | —  | —  |
| 1993–94      | Tri-City Americans    | WHL          | 42  | 3   | 6   | 9   | 122  | —  | — | — | —  | —  |
| 1994–95      | Tri-City Americans    | WHL          | 40  | 2   | 24  | 26  | 140  | —  | — | — | —  | —  |
| 1994–95      | Prince George Cougars | WHL          | 11  | 2   | 3   | 5   | 23   | —  | — | — | —  | —  |
| 1994–95      | Albany River Rats     | AHL          | 7   | 0   | 2   | 2   | 8    | —  | — | — | —  | —  |
| 1995–96      | Prince George Cougars | WHL          | 32  | 9   | 18  | 27  | 91   | —  | — | — | —  | —  |
| 1995–96      | Kelowna Rockets       | WHL          | 27  | 7   | 20  | 27  | 94   | 6  | 0 | 5 | 5  | 2  |
| 1995–96      | Albany River Rats     | AHL          | 6   | 0   | 2   | 2   | 12   | 4  | 0 | 1 | 1  | 4  |
| 1996–97      | Albany River Rats     | AHL          | 70  | 2   | 11  | 13  | 160  | 16 | 2 | 3 | 5  | 47 |
| 1997–98      | Albany River Rats     | AHL          | 6   | 0   | 0   | 0   | 8    | —  | — | — | —  | —  |
| 1997–98      | New Jersey Devils     | NHL          | 60  | 3   | 7   | 10  | 85   | 3  | 0 | 1 | 1  | 2  |
| 1998–99      | New Jersey Devils     | NHL          | 70  | 1   | 7   | 8   | 110  | 2  | 0 | 1 | 1  | 0  |
| 1999–00      | New Jersey Devils     | NHL          | 52  | 0   | 8   | 8   | 70   | —  | — | — | —  | —  |
| 1999–00      | Montreal Canadiens    | NHL          | 19  | 3   | 0   | 3   | 44   | —  | — | — | —  | —  |
| 2000–01      | Montreal Canadiens    | NHL          | 52  | 3   | 8   | 11  | 95   | —  | — | — | —  | —  |
| 2001–02      | Montreal Canadiens    | NHL          | 34  | 3   | 5   | 8   | 62   | 12 | 0 | 1 | 1  | 16 |
| 2003–04      | Montreal Canadiens    | NHL          | 63  | 15  | 20  | 35  | 104  | 11 | 0 | 2 | 2  | 39 |
| 2004–05      | Färjestads BK         | SHL          | 39  | 9   | 8   | 17  | 117  | 15 | 1 | 6 | 7  | 77 |
| 2005–06      | Montreal Canadiens    | NHL          | 75  | 12  | 27  | 39  | 116  | 6  | 3 | 2 | 5  | 8  |
| 2006–07      | Montreal Canadiens    | NHL          | 81  | 26  | 38  | 64  | 135  | —  | — | — | —  | —  |
| 2007–08      | Edmonton Oilers       | NHL          | 26  | 3   | 7   | 10  | 36   | —  | — | — | —  | —  |
| 2008–09      | Edmonton Oilers       | NHL          | 81  | 23  | 30  | 53  | 98   | —  | — | — | —  | —  |
| 2009–10      | Edmonton Oilers       | NHL          | 37  | 4   | 9   | 13  | 65   | —  | — | — | —  | —  |
| 2010–11      | Hershey Bears         | AHL          | 40  | 4   | 15  | 19  | 85   | 6  | 1 | 1 | 2  | 16 |
| 2011–12      | Dallas Stars          | NHL          | 64  | 6   | 15  | 21  | 73   | —  | — | — | —  | —  |
| 2012–13      | Anaheim Ducks         | NHL          | 44  | 7   | 10  | 17  | 52   | 6  | 0 | 1 | 1  | 4  |
| Celkem v NHL | Celkem v NHL          | Celkem v NHL | 758 | 109 | 191 | 300 | 1145 | 40 | 3 | 8 | 11 | 69 |

## Reprezentace
| Rok    | Tým    | Soutěž | Z | G | A | B | TM |
| ------ | ------ | ------ | - | - | - | - | -- |
| 2005   | Kanada | MS     | 9 | 1 | 1 | 2 | 6  |
| Celkem | Celkem | Celkem | 9 | 1 | 1 | 2 | 6  |